# Paralastor parca
Paralastor parca är en stekelart som först beskrevs av Henri Saussure 1853.  Paralastor parca ingår i släktet Paralastor och familjen Eumenidae. Inga underarter finns listade i Catalogue of Life.